# Шевченко Валентина Анатоліївна
Валентина Анатоліївна Шевченко (нар. 7 березня 1988, Фрунзе, Киргизька РСР, СРСР) —киргизо-перуанська борчиня змішаних єдиноборств зросійщеного походження. Виступає в UFC в легкій і найлегшій вагових категоріях. Чемпіонка промоушену в найлегшій вазі.

## Біографія

### Дитинство
Валентина Шевченко народилася 7 березня 1988 року в Киргизстані в місті Фрунзе (нині Бішкек), у родині українців, але ідентифікує себе як росіянку. Почала займатися тхеквондо в п'ять років під керівництвом Павла Федотова, який продовжив тренувати її протягом усієї кар'єри. У 12 років Шевченко провела свій перший професійний бій. Її суперниці було 17-ть. У віці 15 років вона вже билася із двадцятип'ятирічної суперницею. До моменту досягнення Валентиною 17-річчя їй завищували вік, аби не бентежити глядачів. Перший бій зі змішаних єдиноборств провела в 14 років.
Сестра Антоніна 1984 р.н. також займається бойовими мистецтвами.

## Спортивні досягнення
Станом на  25 вересня 2021 року
Спортивні звання: другий дан (чорний пояс) та звання майстра спорту з тхеквондо; майстер спорту міжнародного класу з муай тай; майстер спорту з боксу; майстер спорту з кікбоксингу; чорний пояс та звання майстра спорту з дзюдо.

#### Результати професійних виступів
| Усього           | Перемоги         | Нокаутом         | Підкоренням      | Рішенням суддів  | Поразки          | Нокаутом         | Підкоренням      | Рішенням суддів  |
| Професійний бокс | Професійний бокс | Професійний бокс | Професійний бокс | Професійний бокс | Професійний бокс | Професійний бокс | Професійний бокс | Професійний бокс |
| ---------------- | ---------------- | ---------------- | ---------------- | ---------------- | ---------------- | ---------------- | ---------------- | ---------------- |
| 2                | 2                | 1                |                  |                  | -                |                  |                  |                  |
| Кікбоксинг       |                  |                  |                  |                  |                  |                  |                  |                  |
| 59               | 57               | 4                |                  |                  | 2                |                  |                  |                  |
| ММА              |                  |                  |                  |                  |                  |                  |                  |                  |
| 24               | 21               | 7                | 7                | 7                | 3                | 1                | -                | 2                |

Виступає як боєць ММА з 2003 року. У своєму доробку має 24 бою, у 21-му з яких здобула перемогу. П'ять разів захистила титут чемпіонки UFC.
11-разова чемпіонка світу з муай тай.
1. Чемпіонка Світу IFMA, 57 кг, Казахстан 2003
2. Чемпіонка Світу WMF, 57 кг, Таїланд 2006
3. Чемпіонка Світу IFMA, 57 кг, Таїланд 2006
4. Чемпіонка Світу IFMA, 57 кг, Таїланд 2007
5. Чемпіонка Світу IFMA, 57 кг, Південна Корея 2008
6. Чемпіонка Світу IFMA, 60 кг, Таїланд 2009
7. Чемпіонка Світу IFMA, 63,5 кг, Таїланд 2010
8. Чемпіонка Світу PRO MUAYTHAI WMC, 63 кг, Франція 2012
9. Чемпіонка Світу IFMA, 60 кг, Росія, р. Санкт Петербург, 2012
10. Чемпіонка Світу PRO WKL, 60 кг. Аргентина 2013
11. Чемпіонка Світу IFMA, 60 кг, Малайзія, о. Лангкаві, 2014

3-разова чемпіонка світу з кікбоксингу (та К-1).
1. Чемпіонка Світу з К-1 PROWKC, 60 кг, Ліма, Перу 2013
2. Чемпіонка Світу з К-1 PROWKC, 60 кг, Мексика 2013
3. Чемпіонка Світу з кікбоксингу WAKO, 56 кг, Італія 2004

2-разова чемпіонка світу з MMA.
1. Чемпіонка Світу з KF-1 MMA PRO, 55 кг, Корея Сеул 2003
2. Чемпіонка Світу з KF-1 MMA PRO, 57 кг, Корея Сеул 2005

Крім того, вона є чемпіонкою Південної Америки і панамериканською чемпіонкою з муай-тай.
Володіє званням «Найкраща жінка-тайбоксер світу».
Майстер спорту Росії міжнародного класу з тхеквондо і муай-тай, майстер спорту Росії з боксу і дзюдо.
Валентина і Антоніна Шевченко — перші сестри-бійці в історії UFC.
Виступає за команду Tiger Muay Thai.

### Захоплення
У Валентини та Антоніни Шевченка є кілька хобі. Одне з них — танці. Перед виходом на бій Валентина виконує лезгинку.
Ще одне хобі Валентини та Антоніни — фото та відео зйомка. Вони закінчили Інститут мистецтв імені Бейшеналієвої за спеціальністю режисура.
З 2008 року сестри активно виступають на змаганнях з практичної стрільби з пістолета.

## Статистика
| Професійна кар'єра бійця |            |           |
| Боїв 24                  | Перемог 21 | Поразок 3 |
| Нокаут                   | 7          | 1         |
| Здача                    | 7          | 0         |
| Рішення суддів           | 7          | 2         |

| Результат | Рекорд | Суперник              | Спосіб                                         | Турнір                                      | Дата              | Раунд | Час   | Місце                     | Примітки                                                       |
| --------- | ------ | --------------------- | ---------------------------------------------- | ------------------------------------------- | ----------------- | ----- | ----- | ------------------------- | -------------------------------------------------------------- |
| Перемога  | 20-3   | Жессіка Андраді       | TKO (удари ліктями)                            | UFC 261                                     | 24 квітня 2021    | 2     | 3:19  | Джексонвілл, Флорида, США | Захистила титул чемпіонки UFC в найлегшій вазі.                |
| Перемога  | 20-3   | Дженніфер Майя        | Одностайне рішення                             | UFC 255                                     | 21 листопада 2020 | 5     | 5: 00 | Лас-Вегас, США            | Захистила титул чемпіонки UFC в найлегшій вазі.                |
| Перемога  | 19-3   | Кетлін Чукагян        | TKO (удари)                                    | UFC 247                                     | 8 2020            | 3     | 1: 03 | Х'юстон, Техас, США       | Захистила титул чемпіонки UFC в найлегшій вазі.                |
| Перемога  | 18-3   | Ліз Кармуш            | Одностайне рішення                             | UFC Fight Night: Shevchenko vs. Carmouche 2 | 10 серпня 2019    | 5     | 5: 00 | Монтевідео, Уругвай       | Захистила титул чемпіонки UFC в найлегшій вазі.                |
| Перемога  | 17-3   | Джессіка Ай           | KO (хай-кік)                                   | UFC 238                                     | 8 червня 2019     | 2     | 0: 26 | Чикаго, США               | Захистила титул чемпіонки UFC в найлегшій вазі. Виступ вечора. |
| Перемога  | 16-3   | Йоанна Єджейчик       | Одностайне рішення                             | UFC 231                                     | 8 грудня 2018     | 5     | 5: 00 | Торонто, Канада           | Завоювала титул чемпіонки UFC в найлегшій вазі.                |
| Перемога  | 15-3   | Присцила Кечоейра     | Сабмішн (удушення ззаду)                       | UFC Fight Night 125 Machida vs. Anders      | 3 лютого 2018     | 2     | 4: 25 | Белен, Бразилія           | Дебют в найлегшій вазі. Виступ вечора.                         |
| Поразка   | 14-3   | Аманда Нуньєш         | Роздільне рішення                              | UFC 215                                     | 9 вересня 2017    | 5     | 5: 00 | Едмонтон, Канада          | Бій за титул чемпіонки UFC в найлегшій вазі                    |
| Перемога  | 14-2   | Джуліанна Пенья       | Больовий прийом (важіль ліктя)                 | UFC on Fox 23                               | 28 січня 2017     | 2     | 4: 29 | Денвер, США               |                                                                |
| Перемога  | 13-2   | Холлі Холм            | Одностайне рішення                             | UFC on Fox 20                               | 23 липня 2016     | 5     | 5: 00 | Чикаго, США               |                                                                |
| Поразка   | 12-2   | Аманда Нуньєш         | Одностайне рішення                             | UFC 196                                     | 5 березня 2016    | 3     | 5: 00 | Лас-Вегас, США            | Перша поразка в UFC.                                           |
| Перемога  | 12-1   | Сара Кауфман          | Роздільне рішення                              | UFC on Fox: dos Anjos vs. Cerrone 2         | 19 2015           | 3     | 5: 00 | Орландо (Флорида), США    | Дебют в UFC.                                                   |
| Перемога  | 11-1   | Ян Фінней             | Одностайне рішення                             | Legacy Fighting Championship 39             | 27 2015           | 3     | 5: 00 | Х'юстон, Техас, США       |                                                                |
| Перемога  | 10-1   | Хеллен Бастос         | Технічний нокаут (відмова від продовження бою) | Fusion Fighting Championship 6              | 26 2014           | 2     | 3: 00 | Ліма, Перу                |                                                                |
| Перемога  | 9-1    | Присцила Орельяна     | Технічний нокаут (удари)                       | Fusion Fighting Championship 5              | 18 2013           | 1     | 0: 50 | Ліма, Перу                |                                                                |
| Перемога  | 8-1    | Акжаркин Байтурбаева  | Одностайне рішення                             | KF-1 — MMA World Competition                | 30 2011           | 3     | 5: 00 | Сеул, Південна Корея      |                                                                |
| Поразка   | 7-1    | Ліз Кармуш            | Технічний нокаут (зупинка лікарем)             | C3 Fights — Red River Rivalry               | 30 2010           | 2     | 3: 00 | Оклахома, США             |                                                                |
| Перемога  | 7-0    | Нємцова Юлія Іванівна | Задушливий прийом (удушення «Єзекіїль»)        | Professional Free Fight                     | 3 2006            | 1     | 1: 11 | Краснодар, Росія          |                                                                |
| Перемога  | 6-0    | Кьюнг А Кім           | Больовий прийом (важіль ліктя)                 | WXF — X-Impact World Championships          | 9 2005            | 1     | 1: 09 | Сеул, Південна Корея      |                                                                |
| Перемога  | 5-0    | Роза Калієва          | Задушливий прийом (ззаду)                      | Kazakhstan Federation of Pankration         | 22 2005           | 1     | 1: 29 | Кокшетау, Казахстан       |                                                                |
| Перемога  | 4-0    | Алла Іскаренова       | Задушливий прийом (ззаду)                      | Kazakhstan Federation of Pankration         | 21 2005           | 1     |       | Киргизія                  |                                                                |
| Перемога  | 2-0    | Мі Чої Кім            | Задушливий прийом (ззаду)                      | WXF — X-Impact World Championships 2003     | 9 2003            | 1     | 1: 55 | Сеул, Південна Корея      |                                                                |
| Перемога  | 1-0    | Еліза Айдаралієва     | Технічний нокаут (удари)                       | KFK — Kyrgyz Federation of Kulatuu          | 21 2003           | 2     | N / A | Киргизія                  |                                                                |

## Нагороди
- Медаль «Данк» (2019)[16]